# 巷道镇
巷道镇，是中华人民共和国甘肃省张掖市高台县下辖的一个乡镇级行政单位。
2013年，甘肃省民政厅批复同意撤销巷道乡，设立巷道镇。

## 行政区划
巷道镇下辖以下地区：
渠口村、果园村、八一村、三桥村、巷道村、东湾村、南湾村、槐树村、沙坡村、高地村、小寺村、五里墩村、西八里村、王家村、东联村、红联村、太安村、殷家庄村、元号村、元兴村、元丰村、正远村、殷家桥村、亨号村和利沟村。